# أوقستو ألفاريز
أوقستو ألفاريز (بالإسبانية: Augusto Álvarez)‏ هو لاعب كرة قدم أرجنتيني، ولد في 1 أغسطس 1985 في سانتا في في الأرجنتين. لعب مع نادي أتليتيكو كولون.

## وصلات خارجية
- أوقستو ألفاريز على موقع قاعدة بيانات كرة القدم.إي يو (الإنجليزية)
- أوقستو ألفاريز على موقع Soccerway.com (الإنجليزية)
- أوقستو ألفاريز على موقع AS.com (الإسبانية)